# Fílippos Tsítos
Fílippos Tsítos (grec moderne : Φίλιππος Τσίτος) né en 1966 à Athènes est un réalisateur grec.

## Biographie
Né à Athènes, Fílippos Tsítos fit ses études de commerce à l'université d’économie d’Athènes tout en travaillant sur des documentaires pour la télévision grecque. En 1991, il s'installa à Berlin où il travailla pour la télévision allemande tout en suivant des cours de cinéma.

## Filmographie

### Courts métrages
- 1992 Prelude, (11 min)
- 1993 I Kapelo tou patera mou (23 min) Second meilleur film au Festival du court-métrage de Dráma
- 1994 Parlez-moi d'amour, (12 min) sélectionné au festival du court-métrage de Dráma; prix du public au Bamberger Kurzfilmtage
- 1995 Epistrefo amesos, (28 min)
- 1996 Charleston (23 min) Meilleur film au Festival du court-métrage de Dráma

### Documentaires
- 1998 Spécialités grecques (NET, 48 min)

### Télévision
- 2002-2010 Tatort (5 épisodes)
- 2007 Berlin Brigade Criminelle (4 épisodes)

### Longs métrages
- 2000 : My Sweet Home sélectionné à la Berlinale 2001
- 2009 : 100 % grec léopard du meilleur acteur, Premier prix, troisième prix du jury de la jeunesse au Festival international du film de Locarno, meilleur film au festival de Tirana (Festival international du film de Tirana)
- 2011 : Unfair World meilleur réalisateur au Festival de Saint-Sébastien